# Platysoma multistriatum
Platysoma multistriatum är en skalbaggsart som beskrevs av Lea 1925. Platysoma multistriatum ingår i släktet Platysoma och familjen stumpbaggar. Inga underarter finns listade i Catalogue of Life.